# Гоба, Самуэль
Самуэль Гоба (нем. Samuel Gobat; 1799—1879) — религиозный деятель швейцарского происхождения, протестантский епископ в Иерусалиме.

## Биография
Самуэль Гоба родился 26 января 1799 года в Швейцарии (Crémines).
По поручению Лондонского миссионерского общества Гоба действовал с 1826 по 1832 год в Каире и Абиссинии; перевел Евангелие на амгарский язык. 
После повторной поездки (1835—36) в Абиссинию Гоба был послан на остров Мальта, где он занимался переводом Библии на восточные языки. 
Назначенный в 1846 году евангелическим епископом Иерусалима, С. Гоба основал евангелические общины, школы, сиротские дома, больницы в Иерусалиме, Вифлееме, Яффе, Назарете.
Самуэль Гоба умер 11 мая 1879 года в городе Иерусалиме.